# Innere Emigration
Als Innere Emigration im weiteren Sinn wurde nach 1945 die Haltung von Intellektuellen, vor allem von Schriftstellern während der NS-Zeit bezeichnet, die dem Nationalsozialismus zwar kritisch gegenübergestanden, sich ihm aber weder offen widersetzt hatten noch ins Exil gegangen, sondern in Hitler-Deutschland geblieben waren.
Im engeren Sinn steht „Innere Emigration“ neben der Exilliteratur und der NS-Literatur als literarische Epochenbezeichnung für die Zeit von 1933 bis 1945. Der Begriff ist ambivalent und wird in einigen Werken zur deutschen Literaturgeschichte nur in Anführungszeichen verwendet, da er einerseits eine tatsächliche Form geistiger Opposition beschreiben kann, andererseits aber vielfach apologetisch verwendet wurde, um mangelnden Widerstand und bloßen Opportunismus zu verbrämen.
Mitunter wird auch die Haltung heimlicher Dissidenten in anderen Diktaturen als dem NS-Staat als „Innere Emigration“ bezeichnet. Die Anwendung des Begriffs auf Teile der Literaturszene der DDR ist umstritten.

## Kontroverse Entstehung des Begriffs
Formulierungen wie „Emigrantenleben im Vaterlande“ waren vereinzelt schon während der NS-Zeit verwendet worden und zwar sowohl von exilierten Autoren als auch von solchen, die in Deutschland geblieben waren. Zu einem stehenden – und sofort umstrittenen – Begriff wurde „Innere Emigration“ aber erst 1945 durch Frank Thiess, der die entsprechende Haltung in einer Kontroverse mit Thomas Mann für sich und andere Autoren in Anspruch nahm.
Zu dieser publizistischen Auseinandersetzung kam es, nachdem die Bayerische Landeszeitung am 18. Mai 1945 unter dem Titel Thomas Mann über die deutsche Schuld dessen 10 Tage zuvor ausgestrahlte Rundfunkrede abgedruckt hatte. Darin hieß es:

„Der dickwandige Folterkeller, zu dem der Hitlerismus Deutschland gemacht hat, ist aufgebrochen, und offen liegt unsere Schmach vor den Augen der Welt (…) «Unsere» Schmach, deutsche Leser und Hörer! Denn alles Deutsche, alles, was deutsch spricht, deutsch schreibt, auf deutsch gelebt hat, ist von dieser entehrenden Bloßstellung mitbetroffen.“

Als Reaktion darauf forderte Walter von Molo, wie Mann vor 1933 Mitglied der Sektion Dichtkunst der Preußischen Akademie, den Nobelpreisträger in einem am 8. August 1945 in der Berliner Allgemeinen Zeitung abgedruckten Offenen Brief zur Rückkehr nach Deutschland auf und warb für ein Zusammengehen der „äußeren“ und der „inneren“ Emigranten:

„Kommen Sie bald wie ein guter Arzt, der nicht nur die Wirkung sieht, sondern die Ursache der Krankheit sucht und diese vornehmlich zu beheben bemüht ist (…), vor allem bei den zahlreichen, die einmal Wert darauf gelegt haben, geistig genannt zu werden …“

Noch bevor Mann, der nicht geneigt war, wieder in Deutschland zu leben, Molo antworten konnte, veröffentlichte Frank Thiess am 18. August in der Münchener Zeitung den Artikel „Die innere Emigration“. Anders als Molo verteidigt er offensiv bis polemisch die Haltung der Daheimgebliebenen:

„Auch ich bin oft gefragt worden, warum ich nicht emigriert sei, und konnte immer nur dasselbe antworten: Falls es mir gelänge, diese schauerliche Epoche (über deren Dauer wir uns freilich alle getäuscht hatten) lebendig zu überstehen, würde ich dadurch derart viel für meine geistige Entwicklung gewonnen haben, daß ich reicher an Wissen und Erleben daraus hervorginge, als wenn ich aus den Logen und Parterreplätzen des Auslands der deutschen Tragödie zugeschaut hätte.“

Thieß warf den Exilschriftstellern also vor, sie hätten es sich während der NS-Herrschaft im Ausland gut gehen lassen, obwohl die allermeisten, anders als Mann, durch die Emigration in äußerst prekäre Verhältnisse geraten und viele sogar umgekommen waren. Besonders provokativ wirkte es auf Mann, dass Thieß,
ohne auf das Leid der Nazi-Opfer, etwa der Juden, einzugehen nur vom Leid der „kranken Mutter Deutschland“ sprach und den „inneren Emigranten“ sogar eine höhere Moral als den „äußeren“ attestierte:

„Wir erwarten dafür keine Belohnung, dass wir unsere kranke Mutter Deutschland nicht verließen. Es war für uns natürlich, dass wir bei ihr blieben. Aber es würde uns sehr unnatürlich erscheinen, wenn die Söhne, welche um sie so ehrlich und tief gelitten haben wie ein Thomas Mann, heute nicht den Weg zu ihr fänden und erst einmal abwarten wollten, ob ihr Elend zum Tode oder zu neuem Leben führt.“

Thomas Mann hatte für diese Einstellung nur Verachtung übrig. Er reagierte zunächst weder auf Molos Brief noch auf Thiess' Replik. In einem privaten Schreiben vom September 1945 äußerte er sich höchst verärgert:

„Es ist schwer erträglich, daß diese Leute, die, weil sie nie den Mund gegen den heraufkommenden Schrecken aufgetan hatten, in der angenehmen Lage waren, zu Hause bleiben zu können, sich nun als die eigentlichen Helden und Märtyrer präsentieren, die dem Vaterland treu geblieben sind und mit ihm gelitten haben, während wir anderen im Auslande ein bequemes Zuschauerleben führten. Wenn Frank Thieß die Absicht gehabt hätte, die Kluft zwischen innen und außen unheilbar zu erweitern, hätte er nicht anders schreiben können, als er getan hat.“

Am 20. September 1945 notierte er in seinem Tagebuch: „Beunruhigung und Ermüdung durch die deutschen Angriffe dauern an. Nenne die ‚treu‘ in Deutschland Sitzengebliebenen ‚Ofenhocker des Unglücks‘“.
Öffentlich ignorierte Mann Frank Thiess. Dagegen antwortete er Walter von Molo in einem gleichfalls offenen Brief am 12. Oktober 1945 im Augsburger Anzeiger. Darin lehnte er eine Rückkehr fürs erste ab, ergriff aber die Gelegenheit, sich generell zur deutschen Literatur der NS-Zeit zu äußern, zu der auch etliche von Thiess' Werken zählten:

„Ich gestehe, dass ich mich vor den deutschen Trümmern fürchte – den steinernen und den menschlichen. Und ich fürchte, daß die Verständigung zwischen einem, der den Hexensabbat von außen erlebte, und Euch, die Ihr mitgetanzt und Herrn Urian aufgewartet habt, immerhin schwierig wäre. (…) Es mag Aberglauben sein, aber in meinen Augen sind Bücher, die von 1933 bis 1945 in Deutschland überhaupt gedruckt werden konnten, weniger als wertlos und nicht in die Hand zu nehmen. Ein Geruch von Blut und Schande haftet ihnen an. Sie sollten eingestampft werden.“

Die erste große literarische Kontroverse in Nachkriegsdeutschland wurde breit rezipiert. Im Jahr 1946 erschienen die Beiträge aller drei daran beteiligten Schriftsteller einer speziell dazu aufgelegten Broschüre. Die öffentliche Meinung der Deutschen zur NS-Zeit war in den unmittelbaren Nachkriegsjahren geprägt von einer Mischung aus Verdrängung und Selbstmitleid. Daher nahmen die meisten westdeutschen Publizisten damals eher Partei für Thieß und Molo, und viele Exilschriftsteller konnten aufgrund dieser ablehnenden Haltung ihnen gegenüber nicht mehr in Deutschland Fuß fassen. Viele ihrer Werke wurden erst nach Jahrzehnten wiederentdeckt und gewürdigt. Umgekehrt wurde Begriff der „Inneren Emigration“ zunehmend kritisch gesehen.

## Zugehörigkeit zur „Inneren Emigration“
Einige Autoren und Künstler die während der NS-Zeit der „Inneren Emigration“ zugerechnet wurden, hatten zeitweilig oder kontinuierlich in Widerstandszirkeln mitgearbeitet und durch die Verbreitung ihrer Werke im Untergrund der NS-Propaganda entgegengewirkt. Beispielsweise malte der Bauhaus-Künstler Emil Bartoschek für die Öffentlichkeit naturalistische Bilder, während er für einen kleinen Kreis weiterhin die abstrakte Kunst pflegte.
Nach dem Krieg wurde auch „beredtes Schweigen“ als eine Form von Kritik an den Nazis gesehen, als Gegenposition zu denjenigen, die sich den Nationalsozialisten aktiv angeschlossen oder deren Standpunkte aktiv vertreten hatten. (Siehe auch: Passiver Widerstand, ziviler Ungehorsam, Widerstand (Politik)).
U. a. wurden folgende Autoren und Bildenden Künstlern der Inneren Emigration zugerechnet:
- Stefan Andres[13]
- Ernst Barlach[14]
- Günther Birkenfeld
- Werner Bergengruen[13]
- Georg Britting[13]
- Elfriede Brüning
- Hans Carossa[13]
- Albrecht Goes[13]
- Theodor Haecker
- Wilhelm Hausenstein
- Jens Heimreich
- Hannah Höch
- Ricarda Huch[14]
- Hermann Kasack[15]
- Erich Kästner
- Edlef Köppen[16]
- Gertrud von Le Fort[13]
- Oskar Loerke[17]
- Jeanne Mammen
- Ernst Penzoldt[13]
- Reinhold Schneider
- Herbert Spangenberg
- Georg Alfred Stockburger
- Hans Uhlmann
- Ernst Wiechert[13]
- Ehm Welk[18]
- Hermann Weller
- Fritz Winter

Andere Autoren wie Gottfried Benn, Ernst Jünger, Walter von Molo oder Frank Thiess verstanden sich nach dem Zweiten Weltkrieg gerne als Repräsentanten der Inneren Emigration; ihre seinerzeitige Tätigkeit wie auch ihre Schriften lassen sich jedoch nicht eindeutig als oppositionell bzw. regimekritisch einschätzen. So lässt sich beispielsweise Thiess’ Reich der Dämonen (1934) laut Ralf Schnell „ebenso gut als Apologie geschichtlich-gesellschaftlicher ‚Katastrophen‘ lesen“.
Die Frage nach der Zugehörigkeit einer Person zur Inneren Emigration ist oft schwierig zu beantworten und häufig auch umstritten. Vor allem im Zuge der Entnazifizierung erhoben zahlreiche Schriftsteller oder Künstler den Anspruch, zur Inneren Emigration gehört zu haben; häufig beschafften sie sich Persilscheine, die dies zu bestätigen schienen. Meist ist eine genaue Beschäftigung mit der betreffenden Person und ihrem Werk notwendig, um dies beurteilen zu können.

## Innere Emigration in der DDR
Der Begriff wurde teils in Selbstbeschreibungen von Schriftstellern und Künstlern auf ihre Lage in der Literaturszene und Gesellschaft in der Deutschen Demokratischen Republik angewendet. Galionsfiguren der Inneren Emigration wurden entweder wie Wolf Biermann ausgewiesen oder ihrer Publikationsmöglichkeiten beraubt. Der Begriff wurde vielfach kritisiert, insofern die Analogie zuerst von westdeutschen Akteuren wie dem Literaturkritiker Marcel Reich-Ranicki gegen eine breite Ablehnung durchgesetzt wurde. Im August 1961 hatten westdeutsche Autoren wie Wolfdietrich Schnurre und Günter Grass in ihrem offenen Brief an die Mitglieder des Schriftstellerverbandes jede Möglichkeit einer inneren Emigration verneint.
Die Gruppe der Inneren Emigration reicht von christlichen Autoren und Vertretern einer bürgerlichen Literatur, die den Sozialistischen Realismus ablehnten, bis zu jenen Erfolgsautoren, die sich von den staatlichen Vorgaben an die Literatur abwandten und gerade in der BRD dem Verdacht der Anpassung ausgesetzt waren. Zur ersteren Gruppe zählten neben dem Theologen Johannes Hamel auch die Dichter Peter Huchel und Johannes Bobrowski. Letzterer sah sich stets als Christ und Sozialist zugleich. In dem Roman Der Turm thematisiert der Schriftsteller Uwe Tellkamp das Überleben von Bildungsbürgern in der DDR durch „innere Emigration“.
2008 veröffentlichte der Soziologe Carsten Heinze eine forschende Vergleichsstudie, in der er sich mit dem Zusammenhang von autobiografischen Identitäts- und Geschichtskonstruktionen im zeitgeschichtlichen Kontext nach dem Fall der Mauer vor dem Hintergrund deutsch-deutscher bzw. deutsch-jüdischer Vergangenheitsbearbeitungen beschäftigte.
Er untersuchte,
- wie im Kontext deutscher Vergangenheitsauseinandersetzungen historische Identitäten durch die argumentative Integration und Funktionalisierung von Geschichte gebildet werden und
- auf welchen kulturellen, sozialen und politischen Hintergründen sie basieren.

Hierzu analysiert er exemplarisch die autobiografischen Lebenskonstruktionen von Marcel Reich-Ranicki, Wolf Jobst Siedler, Helmut Eschwege und Fritz Klein.
Andere Beispiele für „innere Emigration“ zur DDR-Zeit:
- Zitat: „Herbert Wagner war während der DDR-Diktatur weitgehend in der ‚inneren Emigration‘. Im Umbruchprozess 1989/1990 ergriff er die Chance, den Staat, der nie ‚seiner‘ war, zunächst umzugestalten und dann abzuschaffen. Die Übernahme des Dresdner Oberbürgermeisteramts erwies sich als eine logische Konsequenz seines vorherigen Engagements.“[20]
- Zitat: „Das Trauma des 1953 niedergeschlagenen Volksaufstandes wirkte nach, … Intellektuelle, die im Land blieben, gingen in die innere Emigration, ließen sich an die Leine legen oder wurden mit Privilegien korrumpiert.“[21]